# Pallacanestro Varese 2003-2004
Questa voce raccoglie le informazioni riguardanti la Pallacanestro Varese nelle competizioni ufficiali della stagione 2003-2004.

## Stagione
La stagione 2003-2004 della Pallacanestro Varese sponsorizzata Metis, è la 56ª nel massimo campionato italiano di pallacanestro, la Serie A.

## Roster
Aggiornato al 22 dicembre 2021.
| Metis Varese 2003-04 | Metis Varese 2003-04 |
| Giocatori            | Staff tecnico        |
| -------------------- | -------------------- |

| N. | Naz.                                        | Ruolo | Nome                   | Anno | Alt.   | Peso   |  |
| -- | ------------------------------------------- | ----- | ---------------------- | ---- | ------ | ------ |  |
| 4  | Stati Uniti (bandiera) · Irlanda (bandiera) | C     | Dan Callahan           | 1970 | 205 cm | 110 kg |  |
| 5  | Argentina (bandiera) · Italia (bandiera)    | PG    | Daniel Farabello       | 1973 | 195 cm | 85 kg  |  |
| 6  | Argentina (bandiera) · Italia (bandiera)    | AP    | Federico Marín         | 1982 | 199 cm | 90 kg  |  |
| 6  | Lituania (bandiera)                         | AG    | Valdas Dabkus          | 1984 | 205 cm | 103 kg |  |
| 6  | Italia (bandiera)                           | A     | Davide Frattini        | 1985 | 198 cm |        |  |
| 7  | Italia (bandiera)                           | AC    | Paolo Conti            | 1969 | 208 cm | 101 kg |  |
| 8  | Italia (bandiera)                           | A     | Francesco Vescovi (C)  | 1964 | 200 cm | 100 kg |  |
| 9  | Italia (bandiera)                           | A     | Alessandro De Pol      | 1972 | 204 cm | 107 kg |  |
| 10 | Italia (bandiera)                           | AG    | Marco Allegretti       | 1981 | 204 cm | 102 kg |  |
| 11 | Italia (bandiera)                           | G     | Andrea Meneghin        | 1974 | 200 cm | 98 kg  |  |
| 12 | Russia (bandiera)                           | C     | Pavel Podkol'zin       | 1985 | 224 cm | 135 kg |  |
| 13 | Italia (bandiera)                           | P     | Federico Bolzonella    | 1984 | 183 cm | 74 kg  |  |
| 14 | Italia (bandiera)                           | C     | Cristiano Zanus Fortes | 1971 | 206 cm | 112 kg |  |
| 15 | Stati Uniti (bandiera)                      | P     | Jerry McCullough       | 1973 | 178 cm | 80 kg  |  |
| 16 | Serbia e Montenegro (bandiera)              | C     | Dragan Ćeranić         | 1976 | 212 cm | 115 kg |  |
| 17 | Stati Uniti (bandiera) · Austria (bandiera) | A     | Tyrone Staindl         | 1971 | 198 cm |        |  |
| 17 | Italia (bandiera)                           | AP    | Francesco Cola         | 1984 | 190 cm |        |  |
| 18 | Italia (bandiera)                           | G     | Andrea Giadini         | 1985 | 194 cm |        |  |
| 19 | Stati Uniti (bandiera)                      | GA    | Melvin Sanders         | 1981 | 196 cm | 95 kg  |  |
| 20 | Stati Uniti (bandiera)                      | AP    | Tyrone Nesby           | 1976 | 198 cm | 111 kg |  |

| Allenatore                                                                               |
| - Edoardo Rusconi (fino al 25 ottobre) - Giulio Cadeo (dal 25 ottobre)                   |
| Assistente/i                                                                             |
| - Giulio Cadeo (fino al 25 ottobre) Legenda - (C) Capitano - (IN) Inattivo - Infortunato |

## Mercato

### Sessione estiva
| Acquisti | Acquisti         | Acquisti        | Acquisti      | Acquisti |
| R.a      | Nome             | da              | Modalità      |          |
| -------- | ---------------- | --------------- | ------------- | -------- |
| PG       | Daniel Farabello | Vasco da Gama   | fine prestito |          |
| C        | Dan Callahan     | Pall. Roseto    | definitivo    |          |
| P        | Jerry McCullough | Pall. Cantù     | definitivo    |          |
| AP       | Tyrone Nesby     | Olympia Larissa | definitivo    |          |

| Cessioni | Cessioni                 | Cessioni           | Cessioni       | Cessioni |
| R.       | Nome                     | a                  | Modalità       |          |
| -------- | ------------------------ | ------------------ | -------------- | -------- |
| GA       | Boris Gorenc             | Olympiakos         | fine contratto |          |
| C        | Diego Osella             | Atenas Córdoba     | fine contratto |          |
| P        | Saša Knežević            | Klosterneuburg     | fine contratto |          |
| PG       | Rusty LaRue              | Asheville Altitude | fine contratto |          |
| P        | Ryan McCormack           | FuturVirtus        | fine contratto |          |
| AC       | Christian Di Giuliomaria | Dinamo Sassari     | fine contratto |          |

### Dopo l'inizio della stagione
| Acquisti | Acquisti       | Acquisti       | Acquisti      | Acquisti   |
| R.       | Nome           | da             | Data          | Modalità   |
| -------- | -------------- | -------------- | ------------- | ---------- |
| AG       | Valdas Dabkus  | Włocławek      | dicembre 2003 | definitivo |
| C        | Dragan Ćeranić | Vojvodina      | marzo 2004    | definitivo |
| A        | Tyrone Staindl | Free agent     | marzo 2004    | definitivo |
| GA       | Melvin Sanders | Dakota Wizards | aprile 2004   | definitivo |

| Cessioni | Cessioni               | Cessioni      | Cessioni         | Cessioni    |
| R.       | Nome                   | a             | Data             | Modalità    |
| -------- | ---------------------- | ------------- | ---------------- | ----------- |
| AP       | Federico Marín         | Aironi Novara | 11 dicembre 2003 | prestito    |
| AP       | Tyrone Nesby           | FMP Železnik  | 17 febbraio 2004 | rescissione |
| C        | Cristiano Zanus Fortes | FuturVirtus   | 28 febbraio 2005 | rescissione |
| A        | Tyrone Staindl         | Free agent    | 30 marzo 2004    | rescissione |